# آبرو (فدایی ارمنی)
آبرو (ارمنی: Աբրո؛ زادهٔ ۱۸۶۱ - درگذشته ۱۸۹۶) یک فدایی و فرد نظامی اهل ارمنستان بود.

## زندگی‌نامه
وی با نام اصلی مکرتیچ ساهاکیان (ارمنی: Մկրտիչ Սահակյան) در ۱۸۶۱ در شبین قره‌حصار به دنیا آمد .  وی در ۱۸۹۶ در سن ۳۵ سالگی هنگام پایین آمدن از کوه مزرئور در برف گیرکرد و کشته شد و در گلیگوزان به خاک سپرده شد.

## یادداشت
1. ↑  Մեզրեուր սար